# Acacia huegelii
Acacia huegelii é uma espécie de leguminosa do gênero Acacia, pertencente à família Fabaceae.